# Киамбе, Клауд
Клауд Киамбе (нидерл. Claude Kiambe, род. 16 сентября 2003, ДР Конго),
известный под сценическим именем Claude, — нидерландский певец конголезского происхождения. Представитель Нидерландов на «Евровидение-2025», занял 12 место.

## Ранняя жизнь
Он родился 16 сентября 2003 года в Демократической Республике Конго, а в возрасте 9 лет переехал в Нидерланды.
Его мать бежала в Нидерланды вместе с ним и его братьями и сёстрами, сначала они жили в центре для беженцев в Алкмаре. Позже семья переехала в Энкхейзен, где он получил Высшее общее среднее образование. Позже он изучал гостиничный менеджмент, но бросил учёбу для того чтобы начать карьеру музыканта.

## Карьера
В 2019 году Киамбе принял участие в восьмом сезоне The Voice Kids, где выбыл в этапе поединков. В следующем году он выиграл кастинг-шоу Are You Next? и подписал контракт с лейблом Cloud 9.
В 2022 году Claude стал известен благодаря хиту «Ladada (Mon dernier mot)», который занял первое место в нидерландских чартах и получил бриллиантовый статус. Среди его других популярных песен — "Layla" и "Écoutez-moi".
19 декабря 2024 года было объявлено, что Клауд представит Нидерланды на конкурсе «Евровидение-2025» в Базеле. Отборочный комитет выбрал его за «значимую, объединяющую и хитовую песню с международной привлекательностью».
Также в 2025 году он выступит на фестивале Pinkpop, одном из крупнейших музыкальных событий в Нидерландах.

## Личная жизнь
Клауд является полиглотом. Он свободно говорит по-голландски, по-французски и по-английски.
Музыка Клауда также сочетает голландский и французский языки, отражая его многокультурное происхождение.